# Ingenjörsgatan
Ingenjörsgatan är en gata i stadsdelen Inom Vallgraven i centrala Göteborg. Den är cirka 135 meter lång, och sträcker sig från Stora Badhusgatan till Kungsgatan.

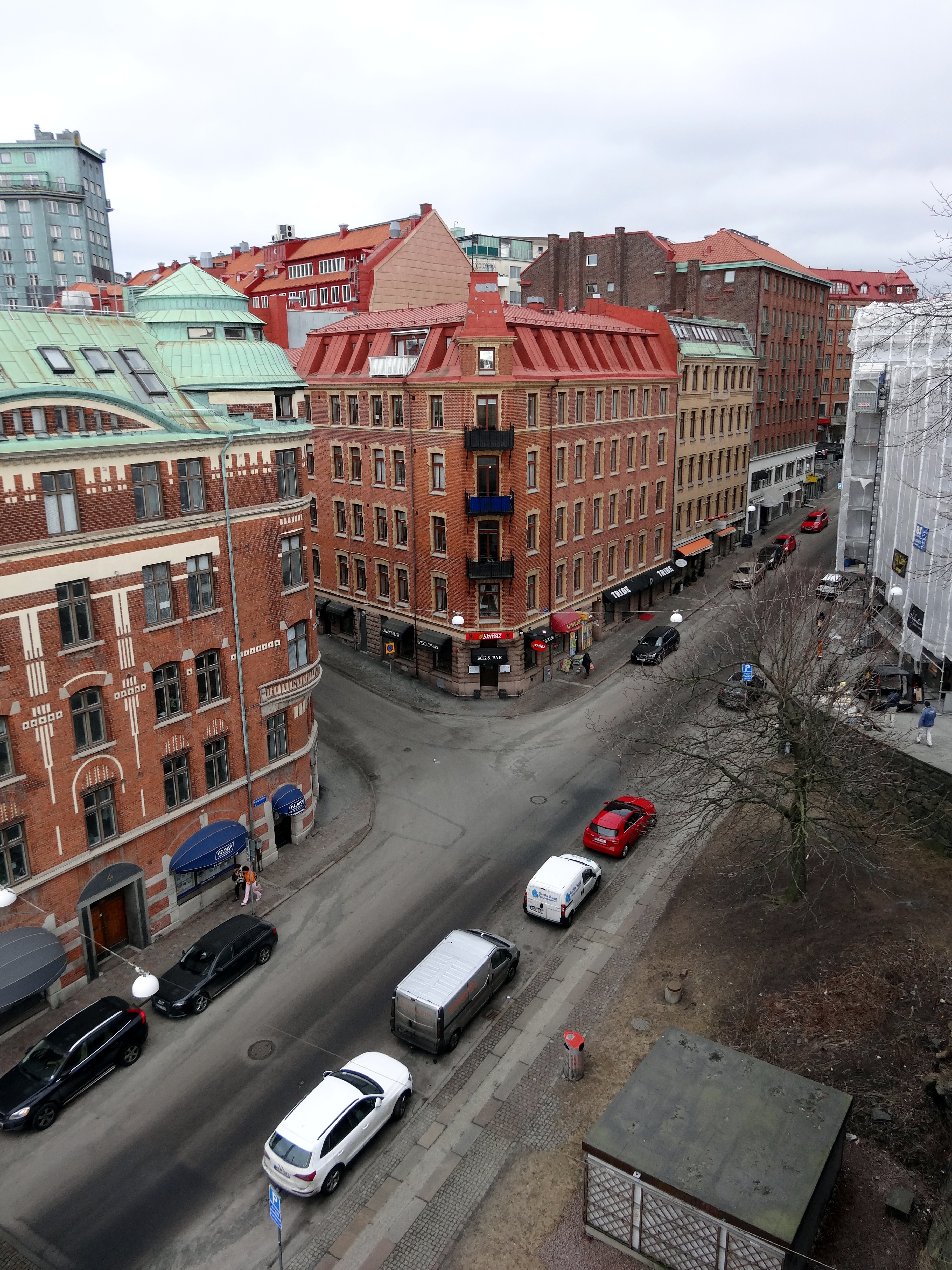
Ingenjörsgatans anslutning till Kungsgatan.

Gatan fick sitt namn 1895 efter James Keiller den yngre (1867-1962), ingenjör och sonson till Alexander Keiller, grundaren av Göteborgs Mekaniska Verkstads Aktiebolag, senare Götaverken. Keiller ägde några tomter vid gatans sträckning.